# 余德秀
余德秀（?—?），安徽省六安直隸州霍山縣人，清朝政治人物、進士出身。
光緒三年（1877年），参加丁丑科殿試，登進士二甲第94名。同年五月，改翰林院庶吉士。